# Dyspteris egregiaria
Dyspteris egregiaria är en fjärilsart som beskrevs av Achille Guenée 1857. Dyspteris egregiaria ingår i släktet Dyspteris och familjen mätare. Inga underarter finns listade i Catalogue of Life.